# Kancelaria adwokacka (serial telewizyjny)
Kancelaria adwokacka (ang. The Practice, 1997–2004) – amerykański serial telewizyjny nadawany przez stację ABC od 4 marca 1997 do 16 maja 2004 roku. W Polsce nadawany przez Fox Life od 9 listopada 2009 roku.

## Opis fabuły
Serial opisuje dzieje grupki przyjaciół − adwokatów; oprócz scen na sali sądowej ukazuje życie prywatne prawników.

## Obsada
- Dylan McDermott – Bobby Donnell
- Michael Badalucco – Jimmy Berluti
- Lisa Gay Hamilton – Rebecca Washington
- Steve Harris – Eugene Young
- Camryn Manheim – Ellenor Frutt
- Kelli Williams – Lindsay Dole
- Lara Flynn Boyle – Helen Gamble
- Marla Sokoloff – Lucy Hatcher
- Jason Kravits – Richard Bay
- Ron Livingston – Alan Love
- Jessica Capshaw – Jamie Stringer
- Chyler Leigh – Claire Wyatt
- James Spader – Alan Shore
- Rhona Mitra – Tara Wilson